# Colonna del Verziere
La Colonna del Verziere (indicata anche come croce di San Martiniano) è un monumento manieristico-barocco di Milano, situato in Largo Augusto, costituito da un'elaborata colonna in granito di Baveno sovrastata da una statua di Cristo. Prende il nome dal Verziere (o Verzée), l'antico mercato ortofrutticolo che aveva sede attorno al luogo in cui sorge.

## Storia e descrizione
La confraternita della Croce di Porta Tosa, dedicata a san Martiniano, esistente già nel 1579 nella parrocchia di Santo Stefano in Brolo, stabilì di realizzare nello spiazzo prima del ponte di Porta Tosa una colonna votiva secondo i voleri dell'arcivescovo Carlo Borromeo. Nel 1580 si iniziò la raccolta di offerte per la realizzazione e si richiese un preventivo per la colonna. Vennero intanto poste le fondamenta del monumento, inserendo una tavoletta in marmo con la data 1581.
A causa di disaccordi con i fornitori della colonna (forse dovuti a un guasto ellittico presente nel fusto, tuttora presente) ci fu un primo ritardo; alla ripresa dei lavori, forse per una controversia con l'autorità civile, ci fu la distruzione di parte delle opere realizzate per volere di Danese Figliodoni († 1591), senatore e all'epoca Grancancelliere di Milano. La confraternita seppellì le parti superstiti in attesa di potere procedere con i lavori.
A seguito di una richiesta della confraternita il Senato di Milano concesse di poter completare la colonna; di fronte a nuove opposizioni, si ottenne un privilegio reale del 22 novembre 1607, osteggiato però dal governatore Pedro Enríquez de Acevedo. Nel marzo 1611 il nuovo governatore Juan Fernández de Velasco concesse subito quanto richiesto e la confraternita si attivò per far completare il monumento, incaricando l'ingegnere Aurelio Trezzi. Venne completata la base e si passò all'innalzamento della colonna il 9 luglio 1611. A ottobre dello stesso anno fu aggiunto sulla sommità anche il capitello.
La statua del Redentore con croce, opera di Giovanni Battista Vismara, fu collocata solo nel 1673, sotto la direzione dell'architetto Giovanni Domenico Richini.
(da "Gazzetta della Regia Ducale Corte di Milano", 30 agosto 1673)
Nel 1727 ci fu un restauro del basamento e nello stesso periodo furono tolti i cancelli in ferro che circondavano la colonna.
Nel 1784 vennero soppresse le diverse confraternite, comprese le compagnie della Santa Croce a Milano. Nel 1786 la maggior parte delle colonne votive, considerate di intralcio alla circolazione, fu eliminata; nella relazione redatta dall'architetto Leopoldo Pollack era indicato il mantenimento della colonna del Verziere, con alcune modifiche alla base.

### La Colonna della Vittoria

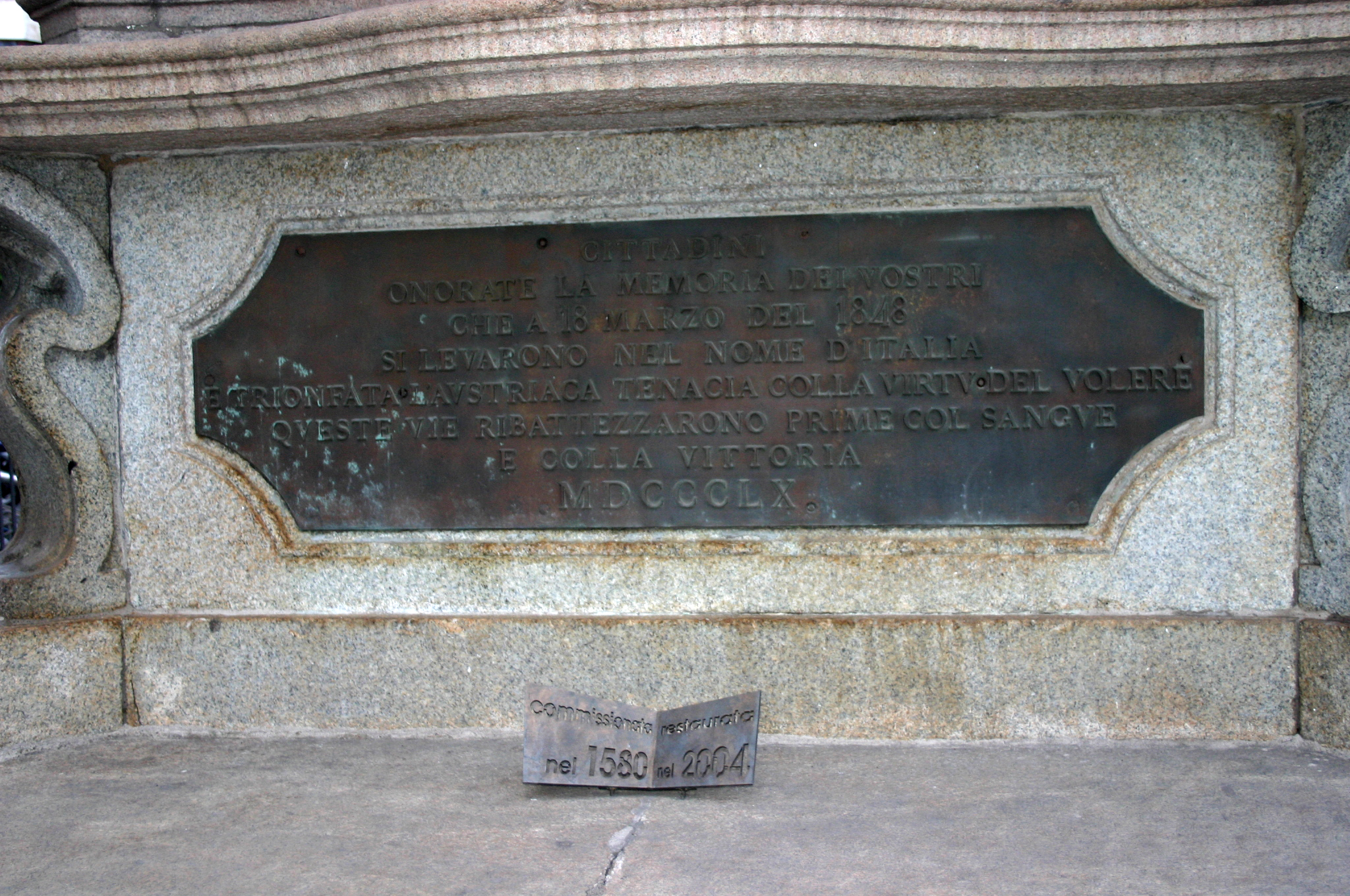
Lapide alla base in memoria dei caduti del 1848

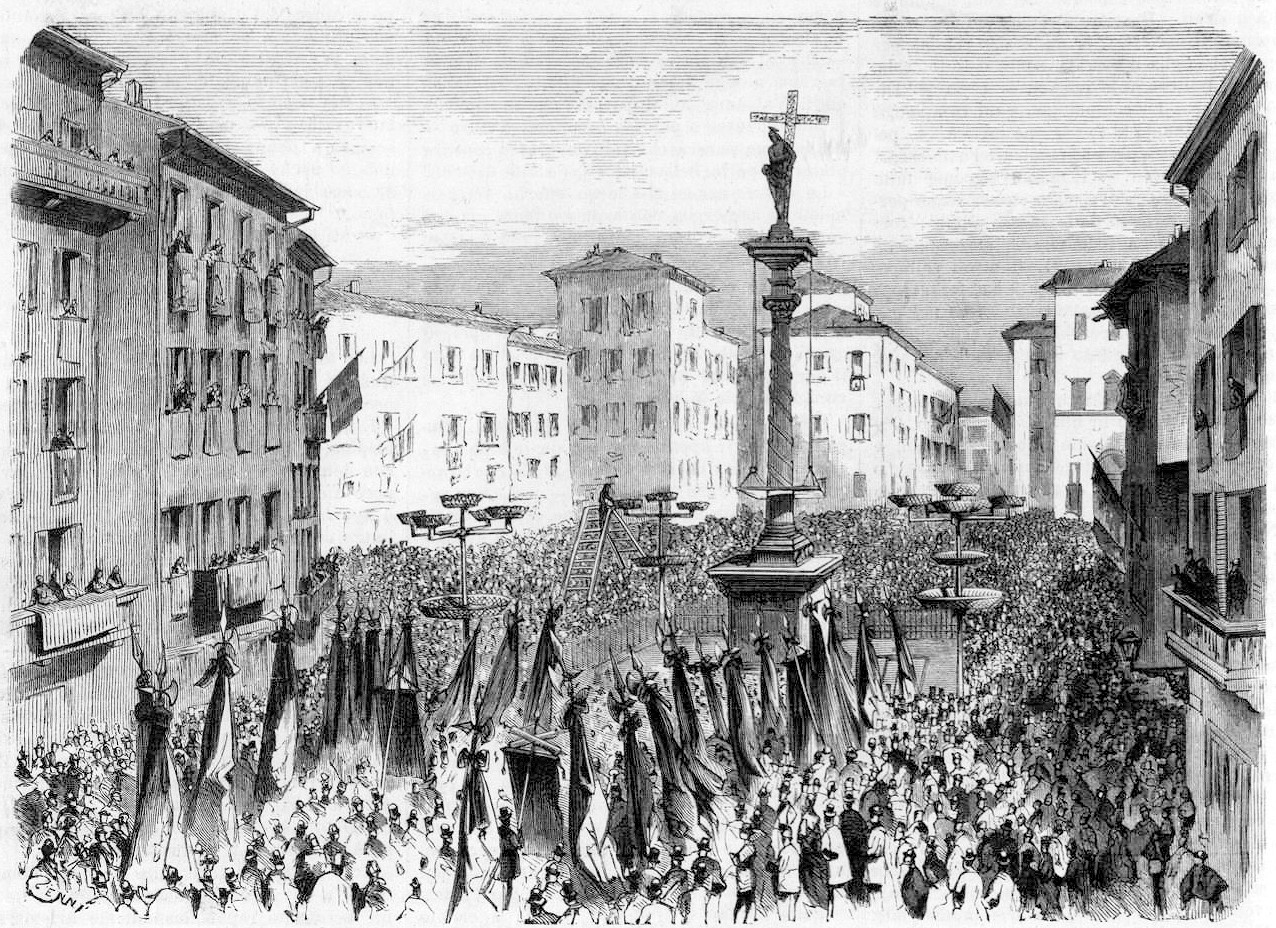
Commemorazione delle Cinque Giornate nel 1876

Il 6 aprile 1848, dopo le Cinque giornate si fece voto di erigere un monumento a Porta Tosa, luogo dove era stata maggiore la lotta contro gli austriaci. Le vicende belliche resero però impossibile la realizzazione.
Tra agosto e settembre 1858 la colonna del Verziere si inclinò sensibilmente, forse in seguito a problemi al piedistallo in conseguenza di un incidente nell'innalzamento della colonna nel 1611. Dopo alcuni studi, il monumento venne smontato, rinvenendo la tavoletta del 1581. Il Consiglio comunale il 14 ottobre 1859 decise il suo restauro che venne completato nel marzo 1860. Il 18 dello stesso mese, anniversario delle Cinque giornate, la colonna fu solonnemente consacrata come Colonna della Vittoria.
(Discorso del sindaco Antonio Beretta, 18 marzo 1860)
In occasione dell'anniversario successivo, 18 marzo 1861, vennero inaugurate le targhe in bronzo con i nomi di 352 caduti del 1848. Una lapide in bronzo ricorda inoltre la dedicazione del 1860.
Le celebrazioni in ricordo del 18 marzo 1848 si tennero presso la colonna fino al 1894. Il 18 marzo 1895 fu inaugurato il monumento alle Cinque Giornate.
Nel 1927 la statua del Redentore in ceppo fu sostituita da una copia in bronzo ottenuta da un calco dell'originale.

## Rimozione temporanea e scoperta inaspettata
Nel 2017 la colonna è stata temporaneamente smantellata e rimossa per permettere la costruzione del Manufatto Augusto, importante cantiere per la costruzione della nuova Linea M4 della Metropolitana di Milano. Durante i lavori di smantellamento, è stato scoperto che il basamento nascondeva all'interno una colonna più antica di quella visibile. Un'ipotesi è che si tratti della "Ruvida Colonna" ricordata dallo storico Serviliano Latuada.